# Plaza Skanderbeg
La plaza Skanderbeg (en albanés: Sheshi Skënderbej) es la plaza principal de Tirana, en Albania llamada así en 1968 en honor del héroe nacional albanés Skanderbeg. Un Monumento a Skanderbeg se puede encontrar en la plaza. 
En los tiempos de la monarquía albanesa, la plaza se componía de una serie de edificios que con el tiempo serían derribados durante el período comunista. La plaza se compone de una rotonda con una fuente en el medio. El Antiguo Bazar de Tirana estaba en los terrenos del actual Palacio de la Cultura, mientras que donde estaba el antiguo edificio municipal ahora se encuentra el Museo Nacional de Historia.